# Anna Lubańska
Anna Lubańska – polska śpiewaczka, mezzosopran.

## Życiorys
Ukończyła warszawską Akademię Muzyczną w klasie Krystyny Szostek-Radkowej (1994). Jest laureatką Międzynarodowego Konkursu Sztuki Wokalnej im. Ady Sari (1993), gdzie otrzymała I nagrodę i trzy wyróżnienia (za najlepsze wykonanie pieśni francuskiej oraz utworów Mozarta i Lutosławskiego), a także konkursu w Paryżu (1994). W 1993 roku związała się z warszawską sceną operową.
Do najważniejszych jej ról należą:
- Dydona (Trojanie), Hector Berlioz
- Carmen (Carmen), Georges Bizet
- Eboli (Don Carlos), Giuseppe Verdi
- Amneris (Aida), Giuseppe Verdi
- Herodiada (Salome), Richard Strauss
- Ubica (Ubu Rex), Krzysztof Penderecki
- Jadwiga i Cześnikowa (Straszny dwór), Stanisław Moniuszko
- Azucena (Trubadur), Giuseppe Verdi

Poza wyżej wymienionymi rolami w operach Verdiego śpiewała także Fenenę (Nabucco) oraz Florę w Traviacie. Oprócz tego występowała m.in. jako Mama w dziecięcej operze Marty Ptaszyńskiej Pan Marimba, Suzuki (Madame Butterfly), Madelon (Andrea Chénier), Hodel (Skrzypek na dachu), Berta (Cyrulik sewilski), Olga (Eugeniusz Oniegin), Margaret (Wozzeck) oraz Fryka w Pierścieniu Nibelunga.
Anna Lubańska równolegle z działalnością w teatrze operowym uprawia działalność estradową. Artystka jest cenioną interpretatorką pieśni; jej repertuar obejmuje liczne pieśni niemieckie, francuskie, polskie, rosyjskie i włoskie.
Śpiewała także partie w:
- Stabat Mater – Pergolesiego, Rossiniego, Dvořáka i Szymanowskiego
- Requiem Mozarta, Verdiego, Dvořáka i Sylvestrowa
- Missa Solemnis i IX symfonia Ludwiga van Beethovena
- Magnificat, Pasja według św. Mateusza i Pasja według św. Jana (BWV 245) oraz Wielka msza h-moll Johanna Sebastiana Bacha
- Msza Koronacyjna Wolfganga Amadeusa Mozarta
- Mesjasz Georga Friedricha Händla

oraz Te Deum, Pendereckiego i Brucknera; III symfonia K. Szymanowskiego, Siedem bram Jerozolimy Pendereckiego i wiele innych opracowań mszy, kantat symfonii z różnych okresów (od Bacha i Pergolesiego do Lutosławskiego), co sprawia, że jest bardzo wszechstronną artystką. Pod dyrekcją Marca Minkowskiego wystąpiła w symfonii dramatycznej Romeo i Julia H. Berlioza.
Występowała między innymi na scenie Moskiewskiego Teatru Bolszoj, na Festiwalu Afrodyty na Cyprze oraz na Festiwalu Operowym w Wiesbaden. Podczas swoich koncertowych podróży odwiedziła Japonię, Niemcy, Wielką Brytanię, Belgię, Francję, Rosję, Monako, Hongkong i Chiny.
W Polsce występowała na estradach filharmonicznych Warszawy, Krakowa, Katowic, Lublina, Opola, Szczecina, Białegostoku, Wrocławia i Bydgoszczy. Współpracowała też z Warszawską Operą Kameralną, a także Operą Poznańską.
Gościła na Festiwalu Wratislavia Cantans, Wielkanocnym Festiwalu  Ludviga van Beethovena oraz na Warszawskiej Jesieni, Międzynarodowym Festiwalu Muzycznym im. Krystyny Jamroz.
Zrealizowała kilka nagrań studyjnych, ma za sobą także wiele nagrań wykonanych dla Polskiego Radia, a także Telewizji Polskiej.
Brała udział w nagraniu płyty nagrodzonej Fryderykiem 2017 w kategorii Album roku muzyka kameralna: Paweł Łukaszewski – Musica Profana 1 (DUX).